# Evergreen Marine
Die Evergreen Marine Corp. (Taiwan) Ltd., kurz EMC (chinesisch 長榮海運 / 长荣海运, Pinyin Chángróng Hǎiyùn, kurz 長榮 / 长荣), ist eine der fünf größten Containerschiff-Reedereien der Welt mit Sitz in Taipeh in der Republik China (Taiwan).
Die Evergreen Marine bedient mit ihren Schiffen zahlreiche Linien vor allem in Ostasien, nach Europa und zur amerikanischen Westküste. Dabei werden regelmäßig über 240 Häfen in mehr als 80 Ländern angelaufen. In Deutschland ist Evergreen Marine mit Niederlassungen in Hamburg, Bremen, Düsseldorf, Augsburg und Frankfurt am Main vertreten.
Die Reederei ist Teil der Evergreen Group, zu der eine Vielzahl an Logistik- und Dienstleistungsunternehmen gehören.

## Geschichte

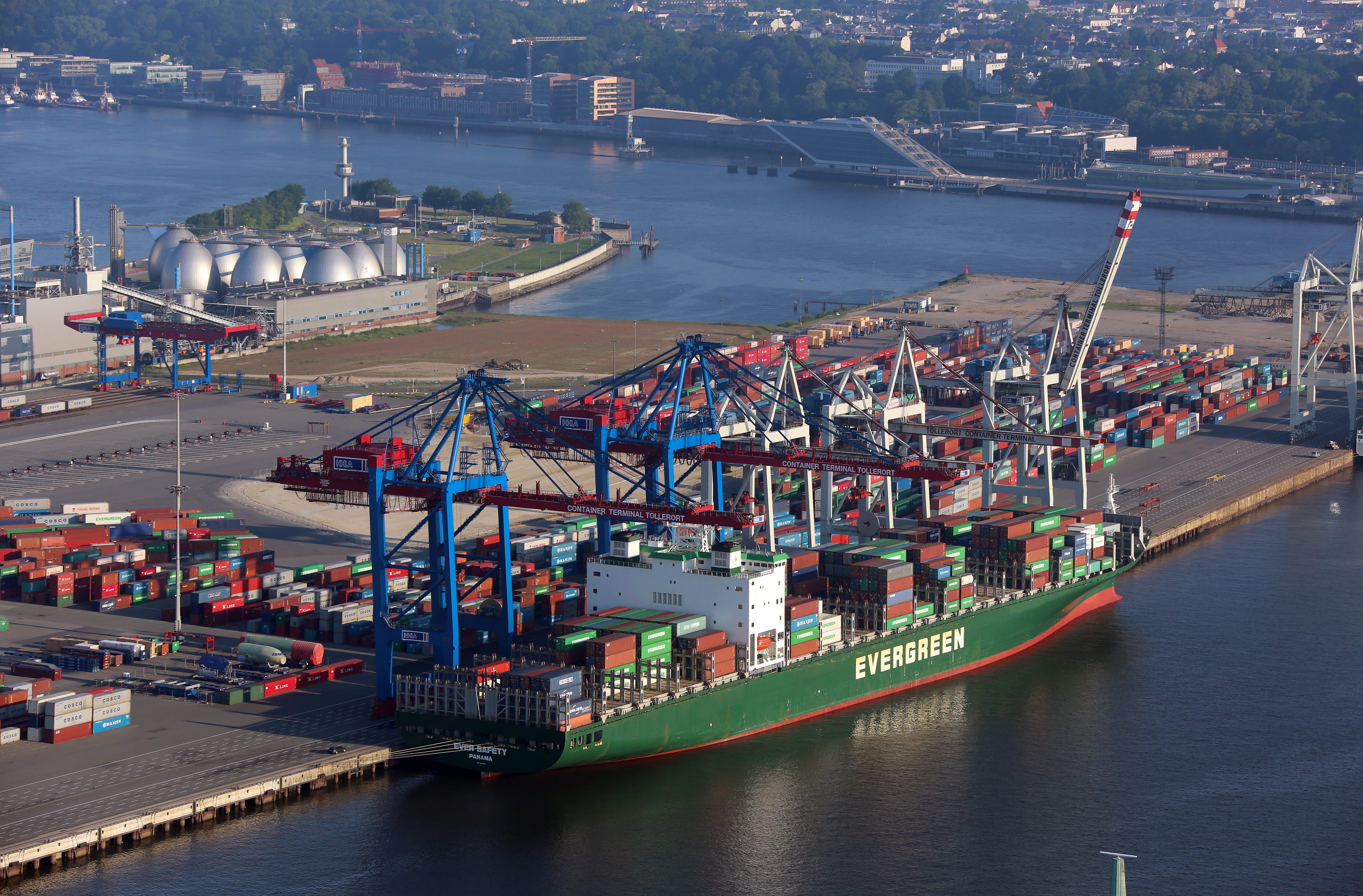
Die Ever Safety am Hamburger Containerterminal Tollerort

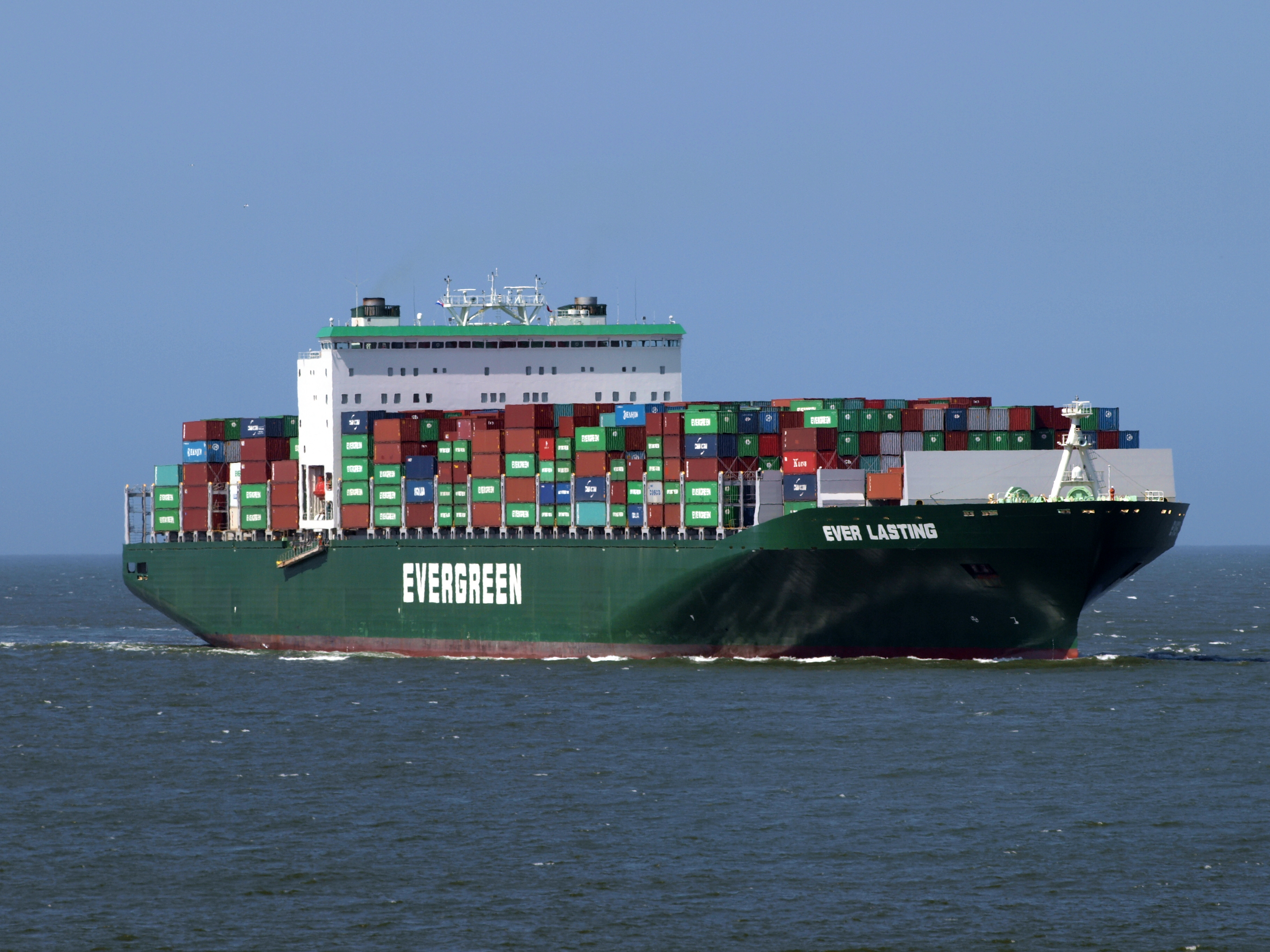
Die Ever Lasting vor Rotterdam

Der Kapitän Chang Yung-fa gründete 1968 die Evergreen Marine Corporation mit einem einzelnen Stückgutfrachter, der als Trampschiff betrieben wurde. Der erste Liniendienst ging mit dem Kauf des zweiten Schiffs zwischen Taiwan und dem nahen Osten in Betrieb. So begann in den 1970er Jahren der Aufstieg des Unternehmens. 1972 wurde in Tokio das erste Büro außerhalb Taiwans eröffnet. In New York gründete EMC 1974 das erste Haus in Übersee. Im Jahr 1975 nahm Evergreen den ersten Vollcontainerdienst auf.
In dem darauffolgenden Jahrzehnt fasste die Reederei überall auf der Welt Fuß. 
Bekanntheit in den Medien ergab sich durch einen Unfall auf der Elbe: Am 25. November 1983 havarierte auf der Unterelbe auf Höhe Altenbruch das nach Hamburg laufende, rund 200 Meter lange Containerschiff Ever Level infolge einer Kollision mit einem nordseewärts fahrenden Stückgutfrachter bei schlechter Sicht. Durch den Zusammenstoß bei hoher Geschwindigkeit verloren zwei Besatzungsmitglieder ihr Leben, das Schiff geriet schnell in Schlagseite und es brach ein Großbrand auf dem Containerschiff aus, der zunächst das Deckshaus zerstörte, ehe das Feuer trotz sofort eingeleiteter Brandbekämpfung durch die Feuerwehr Cuxhaven sowie Löschmonitore mehrerer Schlepper und Seenotrettungskreuzer der DGzRS auf die weitere Containerladung, die auch Gefahrstoffcontainer (Feuerwerk) und Baumwolle umfasste, übergriff. Durch die enorme Hitze, die der Brand der Ladung verursachte, mussten sich die Schiffe bei der Brandbekämpfung regelmäßig abwechseln und es dauerte fast eine Woche, bis der Brand nach Hinzuziehung weiterer Feuerlöschschiffe aus Hamburg und Bremen unter Kontrolle gebracht und eingedämmt werden konnte. Anfang Dezember konnte das Schiff nach Brunsbüttel geschleppt werden, wo die teilweise noch verbliebene brennende Ladung vollständig durch die Feuerwehr Brunsbüttel sowie die Werkfeuerwehr der Bayer AG abgelöscht wurde. Danach ging das Schiff nach Hamburg zur vollständigen Entladung und zur Schadensbegutachtung ins Dock bei Blohm + Voss. Nach Reparatur wurde das Schiff wieder im Liniendienst eingesetzt.
1984 begann Evergreen damit, den weltweiten Liniendienst in sowohl östlicher, als auch westlicher Richtung anzubieten. So gelang es Evergreen 1985 schließlich, Weltmarktführer der Containerschiffsreedereien zu werden.
Nun expandierte Evergreen vor allem durch Zukäufe anderer Schifffahrtsunternehmen. So kam 1984 Uniglory Marine Corp. (Taiwan) zum Unternehmen hinzu und wurde im Oktober 2002 per Aktientausch mit Evergreen verschmolzen. Später kaufte Evergreen Marine die britische Hatsu Marine Ltd. (2002) und die italienische Reederei Italia Marittima (1993). So wuchs die Flotte kontinuierlich. Im Jahr 2002 betrieb EMC 130 Containerschiffe, 2008 bereits 178. 2015 fuhren über 195 Containerschiffe für Evergreen Marine. Der Gründer Chang Yung-fa war bis zu seinem Tod der Präsident des Unternehmens, sowie Milliardär und Träger des Großen Bundesverdienstkreuzes aufgrund des Beitrags von Evergreen beim Aufbau des Hamburger Hafen.
Im November 2016 wurde die  „Ocean Alliance“ mit China COSCO Shipping Corporation, Orient Overseas Container Line und CMA CGM gegründet.
Weltweit in die Schlagzeilen kam die Reederei durch den Unfall des Containerschiffes Ever Given, das vom 23. bis zum 29. März 2021 den Sueskanal blockierte.

## Flotte
Evergreen Marine betreibt derzeit, inklusive der Tochterunternehmen Uniglory, Hatsu und Italia Marittima 196 Schiffe mit Kapazität von insgesamt mehr als 940.000 TEU (Twenty-foot Equivalent Unit). Die Schiffe sind in Klassen unterteilt und tragen meist das Wort Ever als Präfix vor dem eigentlichen Schiffsnamen. Die Namen beginnen mit dem Anfangsbuchstaben der jeweiligen Klasse. Eine Ausnahme bildet die  Klasse der gecharterten Schiffe, die Thalassa-Hellas-Serie. Die Klassen bestehen aus unterschiedlichen Anzahlen von Schwesterschiffen.
Hier eine Auswahl einiger Klassen der Evergreen Line:

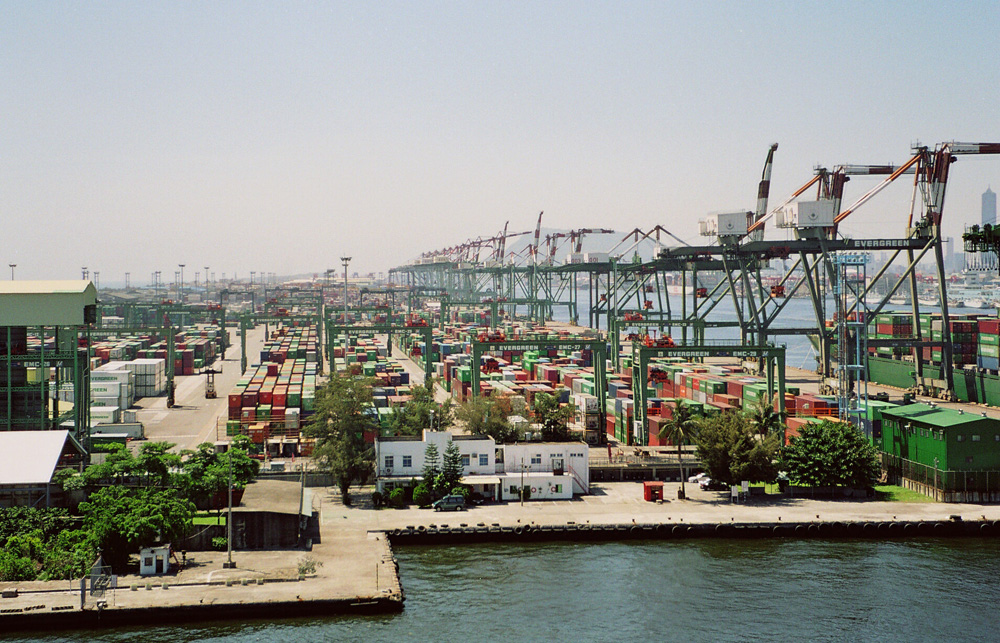
Fernost-Hub in Kaohsiung

| Name                     | Bauzeitraum | Anzahl        | Container  | Werft                                              |
| ------------------------ | ----------- | ------------- | ---------- | -------------------------------------------------- |
| Evergreen C-Klasse       | 2005–2006   | 04 gechartert | 08.073 TEU | Mitsubishi Heavy Industries                        |
| Evergreen D-Klasse       | 1997–1998   | 08 eigene     | 04.211 TEU | Mitsubishi Heavy Industries                        |
| Evergreen L-Klasse       | 2012–2015   | 30 eigene     | 08.452 TEU | Samsung Heavy Industries, CSBC Corporation         |
| Evergreen R-Klasse       | 1994–1995   | 05 eigene     | 04.229 TEU | Mitsubishi Heavy Industries, Onomichi Dockyard Co. |
| Evergreen S-Klasse       | 2005–2007   | 10 eigene     | 07.024 TEU | Mitsubishi Heavy Industries                        |
| Evergreen U-Klasse       | 1999–2000   | 14 eigene     | 05.662 TEU | Mitsubishi Heavy Industries                        |
| Thalassa-Hellas-Serie    | 2013–2014   | 10 gechartert | 13.800 TEU | Hyundai Heavy Industries                           |
| Evergreen 20.000-TEU-Typ | 2015–2019   | 11 gechartert | 20.000 TEU | Imabari Shipbuilding, Saijō/Marugame               |
| Evergreen A-Klasse       | seit 2021   | 03 gechartert | 23.992 TEU | Samsung Heavy Industries                           |

## Terminals
Die Evergreen Marine Corporation unterhält weltweit vier große Umschlaghäfen für Transshipments. Darüber hinaus ist Evergreen Betreiber mehrerer Containerterminals.
Umschlaghäfen
- Taichung Container Terminal, Taiwan – Intraasien-Hub
- Kaohsiung Container Terminal, Taiwan – Fernost-Hub
- Colón Container Terminal, Panama – Amerika-Hub
- Taranto Container Terminal, Italien – Europa-Hub

## Konsortium
Seit März 2014 gehört das Unternehmen zum Konsortium CKYHE (COSCO, K-Line, Yang Ming Line, Hanjin Shipping, Evergreen Marine). Zusammen bediente die Allianz zunächst den Fernostverkehr. Nachdem die US-Schifffahrtsbehörde Federal Maritime Commission dies Ende 2014 genehmigte, erweiterten die Reedereien ihre Zusammenarbeit auf die amerikanischen Häfen.